# St. Veit an der Glan
St. Veit an der Glan es una localidad del distrito de Sankt Veit an der Glan, en el estado de Carintia, Austria, con una población estimada a principio del año 2018 de 12 547 habitantes. 
Se encuentra ubicada al norte del estado, cerca de la frontera con el estado de Estiria.

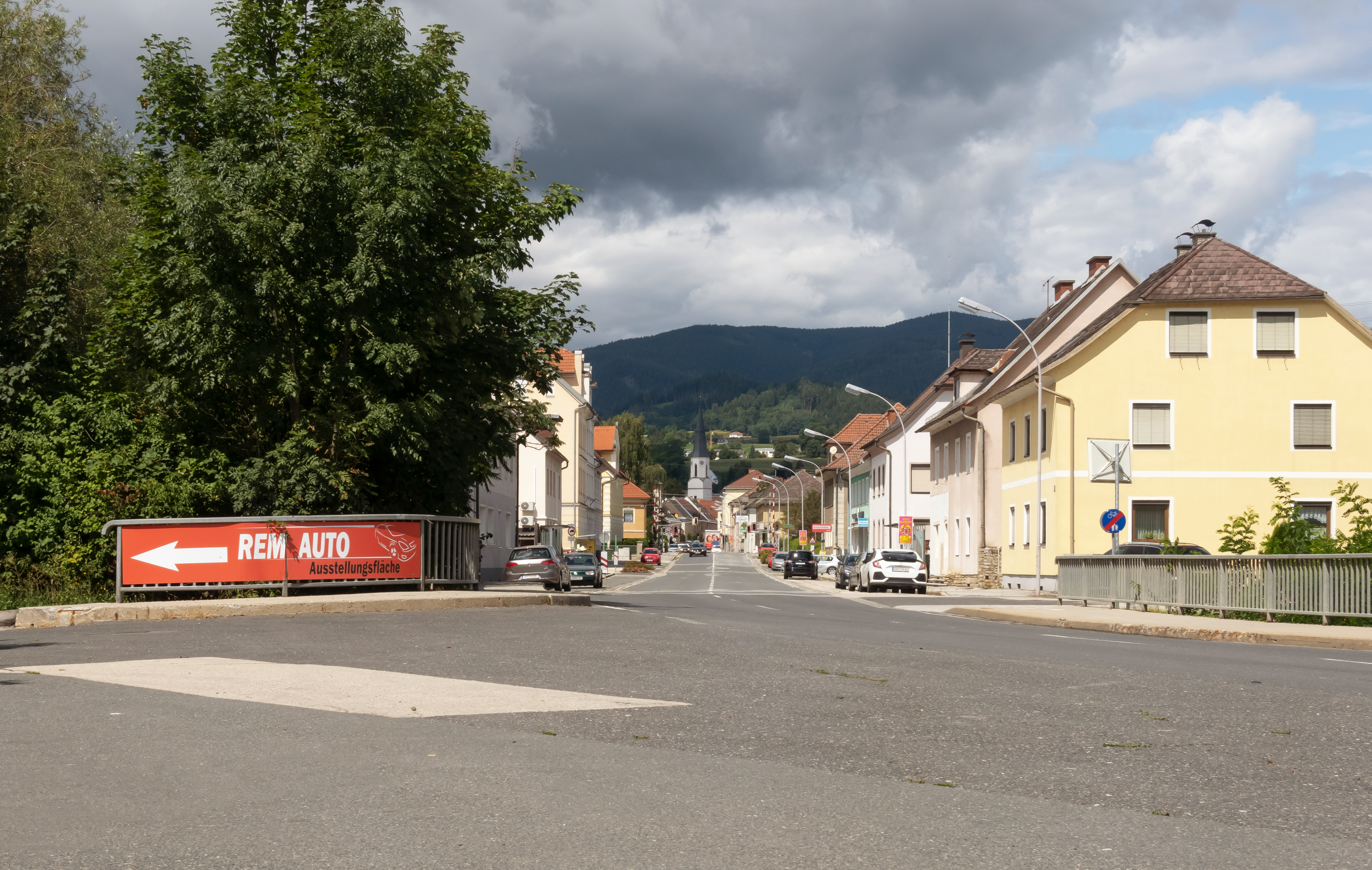
El panorama hacia la iglesia catolica (Stadtpfarrkirche Sankt Dreifaltigkeit)